# Jardins de la Ferme Bleue
Les jardins de la Ferme Bleue sont des jardins situés à Uttenhoffen, commune française située dans la circonscription administrative du Bas-Rhin et, depuis le 1er janvier 2021, dans le territoire de la Collectivité européenne d'Alsace, en en région Grand Est.
Elle se trouve dans la région historique et culturelle d'Alsace.

## Description du bâti
La maison principale a plus de 500 ans et a survécu à la guerre de Trente Ans, comme quelques autres signalées par le service de l'Inventaire général du patrimoine culturel d’Alsace.
Elle a retrouvé sa couleur bleue, le « bleu de Hanau », couleur traditionnelle des maisons protestantes du nord de l’Alsace. C'est ce qui a donné le ton aux 1 700 m2 de la propriété formée d'une suite de jardins articulés autour des bâtiments.

## Des jardins d’exception
Les « Jardins de la Ferme Bleue » sont des espaces de verdure où les arbustes sont taillés et agencés géométriquement.
Les différents bâtiments de l'édifice ont en quelque sorte conféré au lieu, structure dans laquelle s'incluent harmonieusement des jardins d'inspirations diverses.
Participation en mai 2025 aux Journées Mondiales de l’art topiaire (l’art de tailler les végétaux),.
Ainsi, le visiteur découvre au gré de sa promenade :
- une cour pavée dans laquelle prolifèrent rosiers et géraniums (Pélargonium) de Madagascar,
- une glycine du Japon (Wisteria floribunda) formant l'ombrage du préau,
- plus loin, un bassin, en carreaux de faïences, dans lequel nagent des nénuphars rafraîchit le pied de la tour, constitué d’éléments anciens récupérés et de faïences bleues de Sarreguemines[5],

- la serre-orangerie remontée dans une diagonale en contre-point avec le bassin,
- une allée à l'italienne de cyprès donne accès à un jardin régulier composé de topiaires d'ifs, de carrés de buis et d'une hêtrille[6],[7],
- un petit jardin de cristal avec son mur pignon de la maison décoré en « scrafito », trompe-l’œil peint par Edgard Malher, peintre humaniste[8]  (également auteur de peintures dans l’Hôtel et restaurant Le Moulin de Gundershoffen, de la façade de la pâtisserie Christian à Strasbourg, à Pfaffenhoffen[9],…) donnant sur la rue s'éclaire d'une véranda qui tient lieu d'orangerie pour l'hiver.
- le pignon de la maison décoré en « scrafito »,
- au-delà de la grange un jardin structuré de carrés de buis s'orne d'une tonnelle, faite d’éléments anciens récupérés in situ,
- Le jardin d’Orphée et sa loggia incrustée dans le bûcher,
- le jardin régulier,
- la tour et sa marquise,
- des œuvres d’artistes contemporains qui jalonnent les jardins,
- un pilier d’entrée d’une habitation juive avec sa mezouzah.

Animation, visite, accueil :
- Des événements artistiques et musicaux : des expositions et des dîners-concerts. Durant l’été « Les Impromptus de la ferme Bleue », sont des concerts se déroulant les vendredis en soirée aux « Jardins de la Ferme Bleue »[10],[11].
- Journées mondiales de l'art topiaire.
- Dans la boutique on peut découvrir les abat-jour d'Alain Soulier, l'un des derniers créateurs d'abat-jour sur mesure en France[12].
- Rendez-vous aux jardins (en juin).
- Une suite pour 2 ou 4 personnes au deuxième étage de la maison et des Chambres d'hôtes.
- Une salle permettant d’accueillir jusqu’à 50 personnes, pour des séminaires et réceptions.
- Un salon de thé a été aménagé dans l'ancienne étable et le préau, salon et salle à manger d’été.
- Brunch tous les dimanches en saison jardin (01 mai – fin septembre journées européennes du patrimoine) sur réservation.
- 5 Brunchs de l’Avent (novembre et décembre avant Noël) sur réservation.

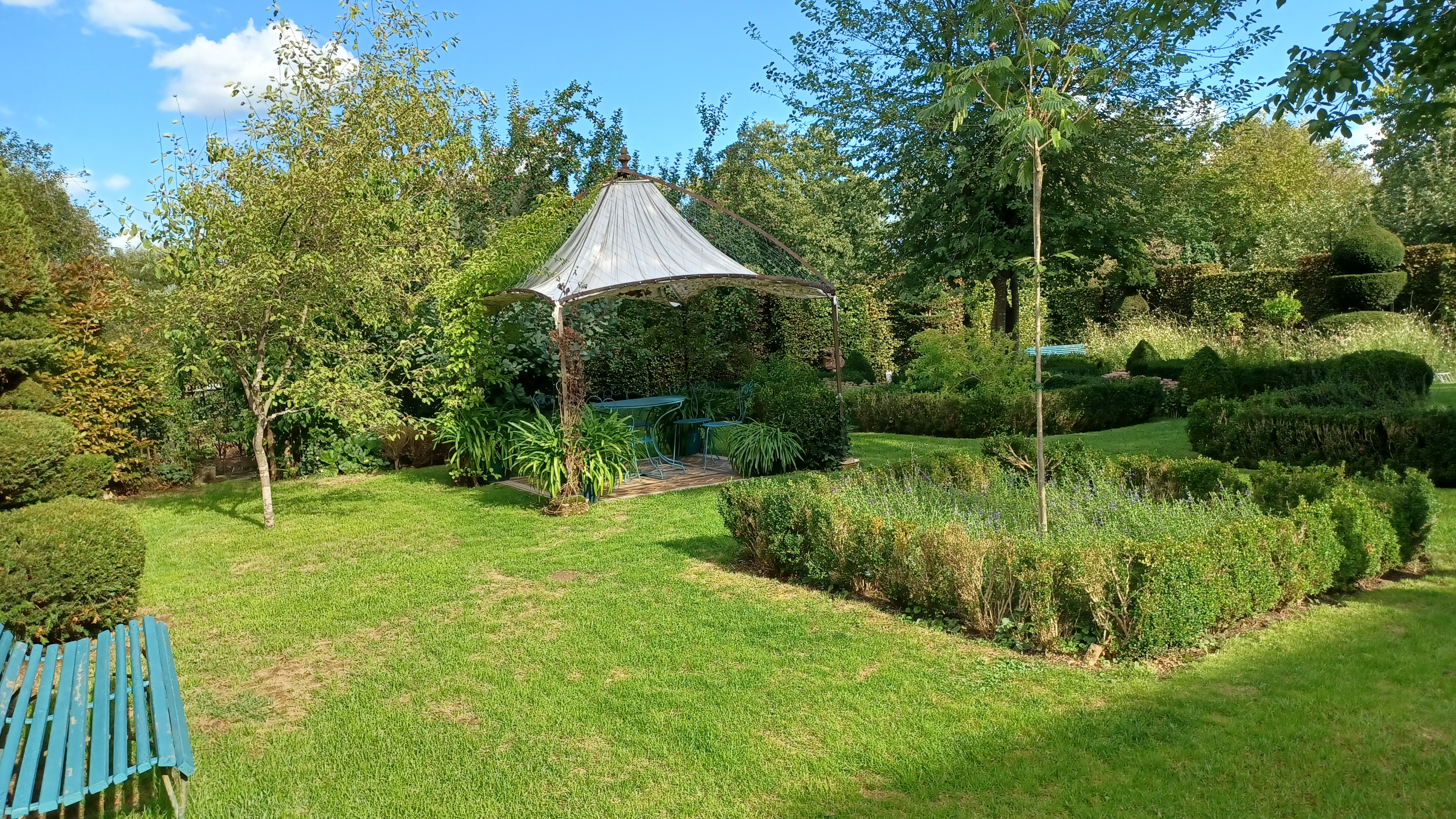
La tonnelle dans l'espace paysager.
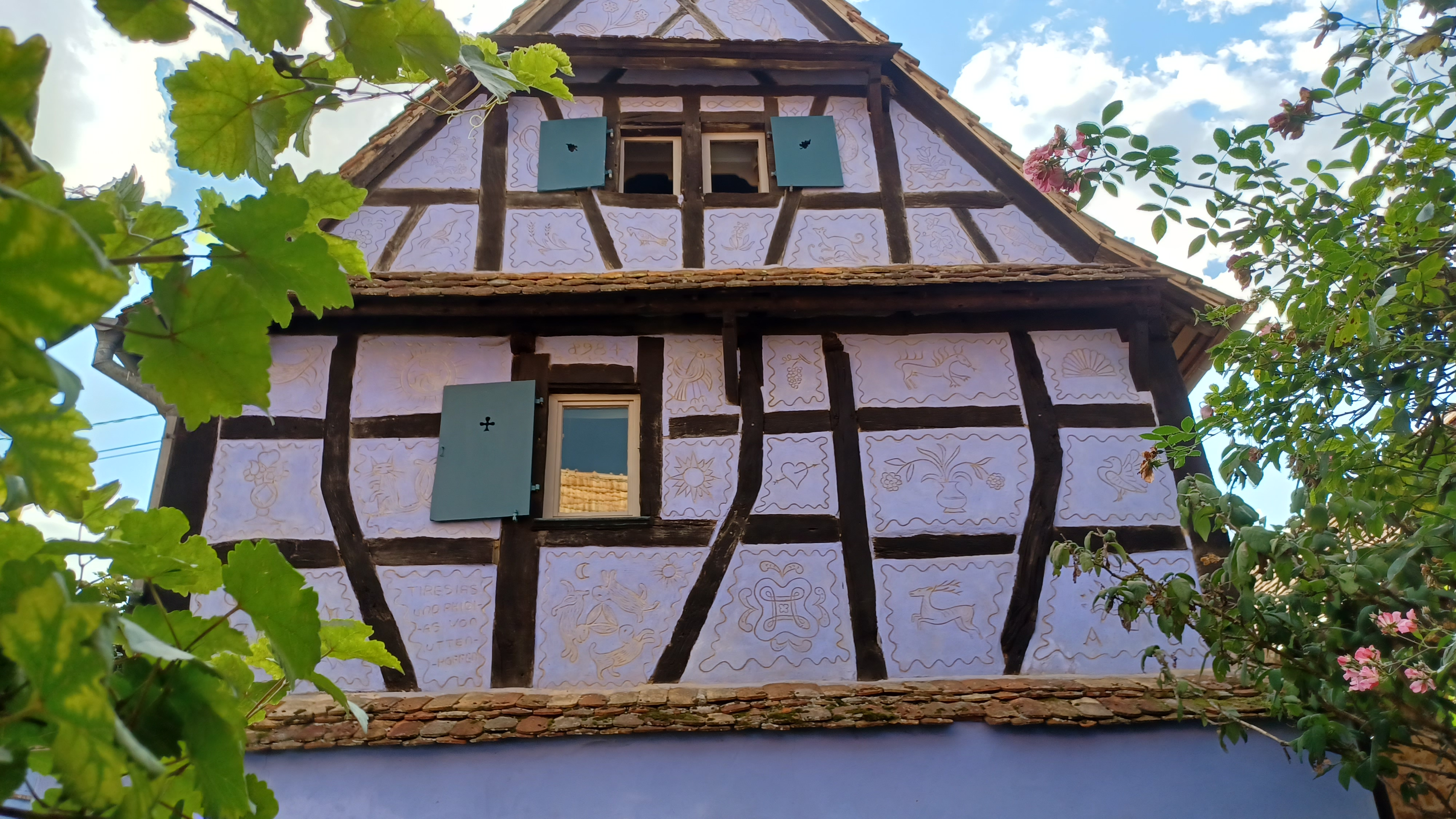
Le pignon de la maison décoré en "scrafito".
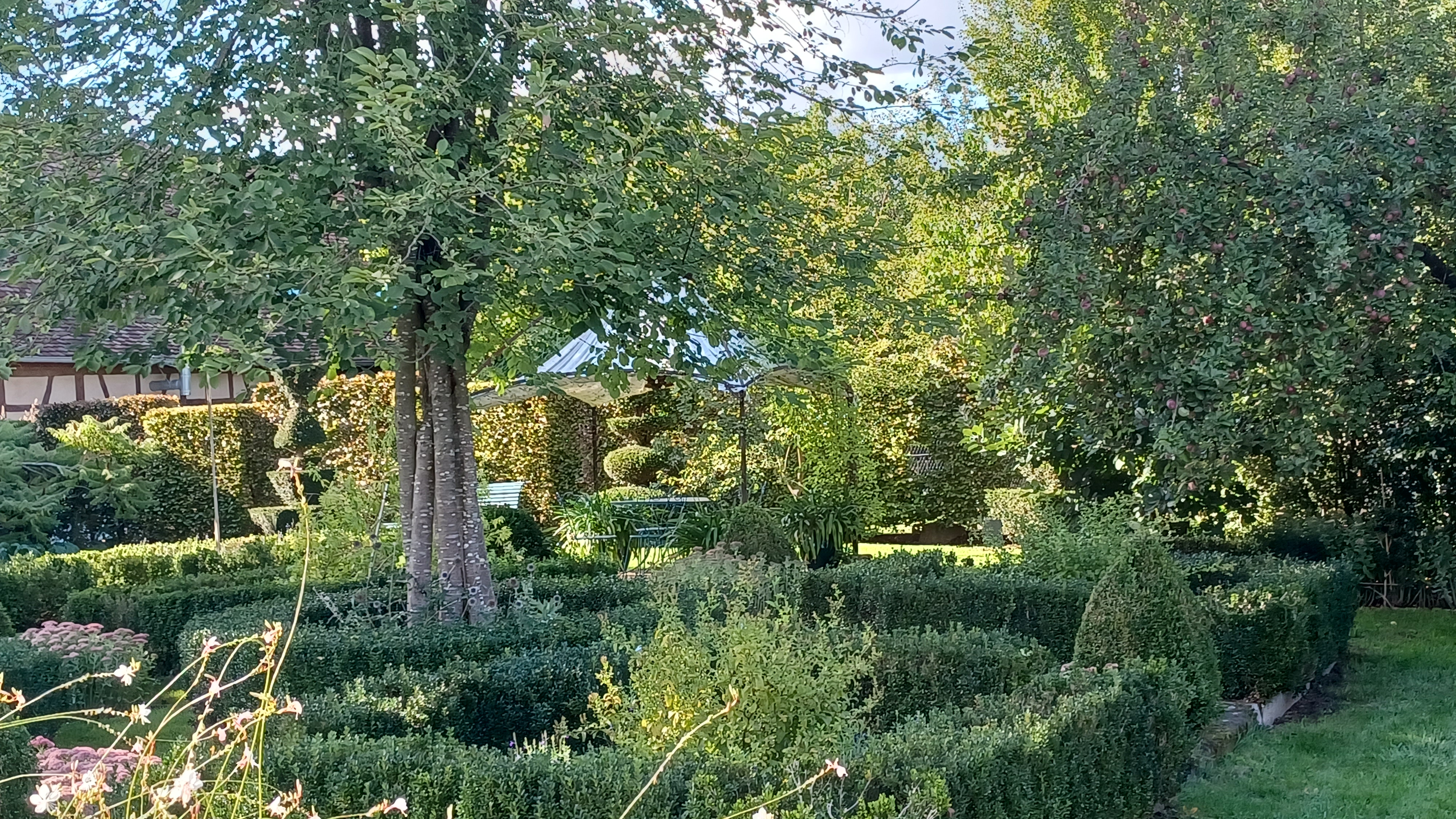
Le jardin régulier.
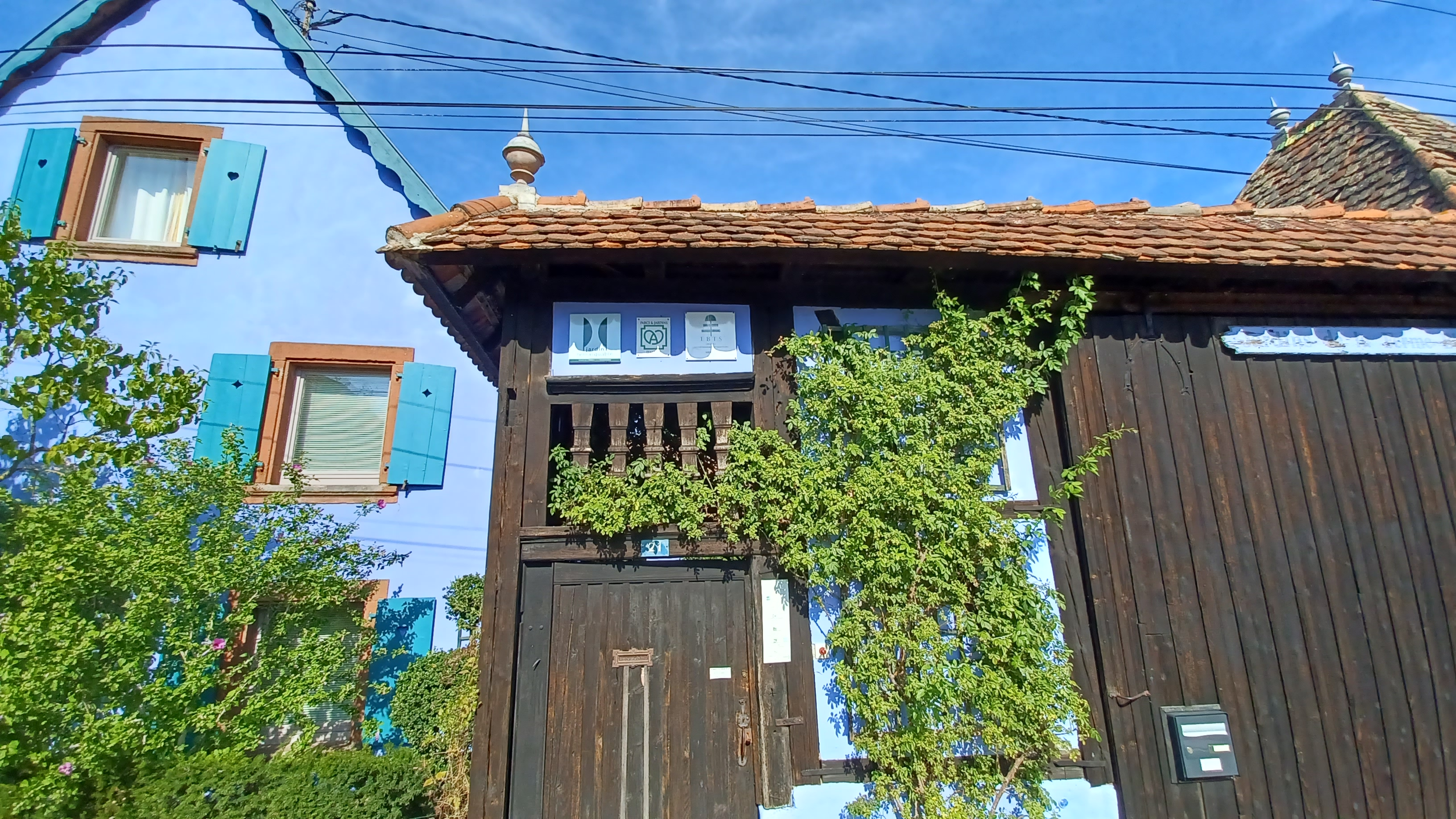
Label jardin remarquable.
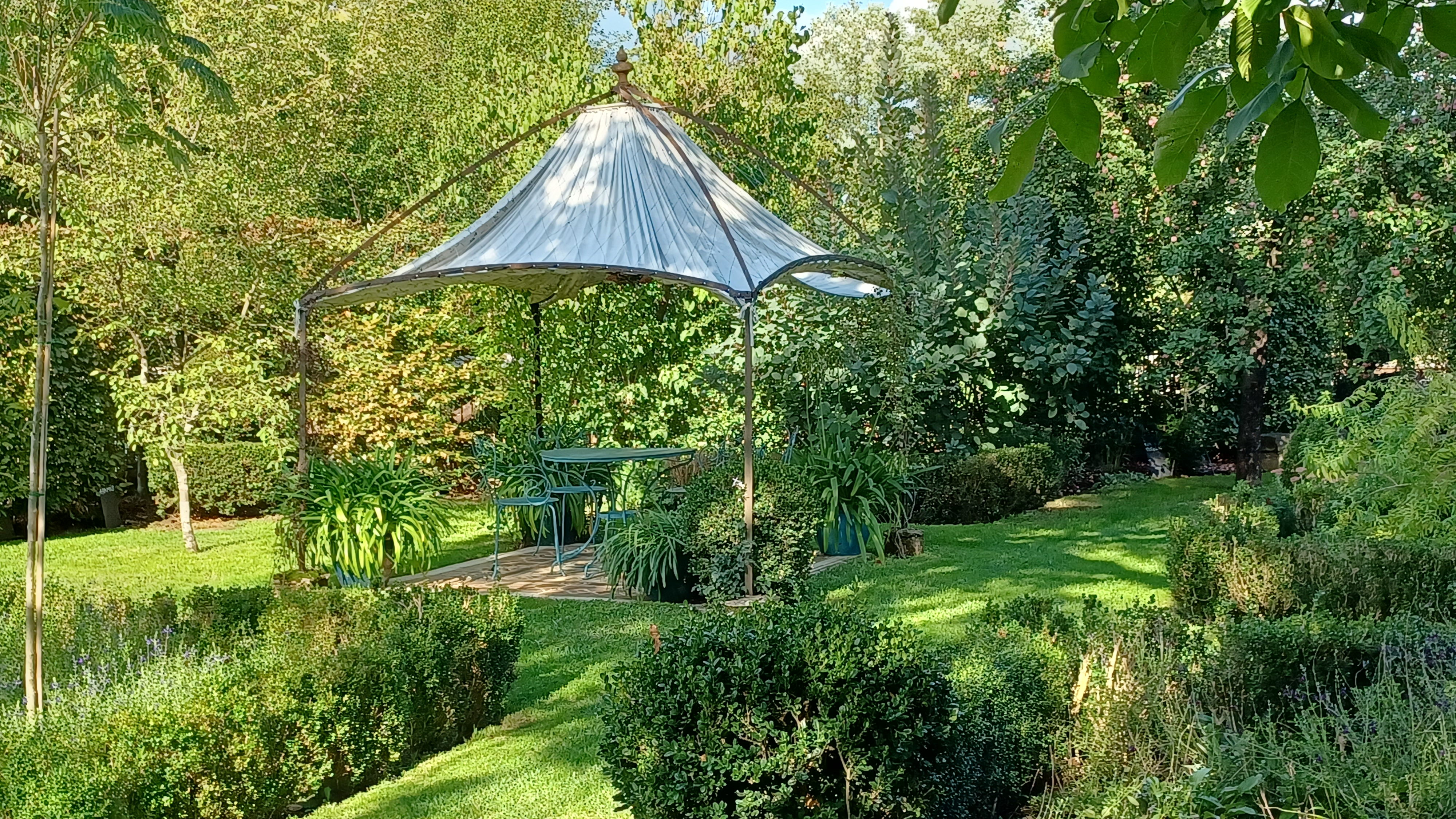
Jardin structuré de carrés de buis orné d'une tonnelle.

Conception et réalisation :
Le jardin est l'œuvre commune d'Alain Soulier, et de Jean-Louis Cura, créateur de jardins, paysagiste.
Les bâtiments ont été restaurés et réutilisés et les parcs aménagés à partir de 1981. Les lieux ont été rendus accessibles au public à partir de l’an 1997.
Les Jardins de la Ferme Bleue sont dédiés à la création artistique (Label Jardin remarquable),.
La conception de parcs et jardins par Jean-Louis Cura,
La création d'abat-jour par Alain Soulier,
La gestion des sites et monuments historiques et des attractions touristiques similaires constitue également une des activités.